# Ксавин
Ксавин (англ. Xavin) — супергерой в серии комиксов Беглецы издательства Marvel Comics. Она - натренированный Скрулл, то есть Супер-Скрулл созданная автором Брайаном К. Воганом и художником Адрианом Альфоной, и дебютировала в Runaways vol. 2 # 7. Хотя Альфона была художником этой серии в то время, художник Такеши Миядзава сначала нарисовал персонажа на печати. Ксавин впервые появилась в «Runaways», приняв форму чёрного мужчины, но превратилась в чернокожую женщину только ради Каролины Дин, лесбиянки, с которой она должна была выйти замуж. Ксавин часто рассматривается как мужчина, просто чтобы «запугать». Ксавин, часто называемая «Ксав» для краткости, известна своей тупой и воинственной личностью. Изначально ей было трудно вписываться в «Беглецов» из-за ее постоянной смены пола и незнания земных ценностей и норм, хотя, она доказала свою лояльность группе и нашла признание. Она дочь принца Скрулла Де’Зана.

## История публикации
Ксавин впервые появился/появилась в Runaways vol. 2 # 7 и был(а) создан(а) Брайаном К. Воганом и Адрианом Альфоном.

## Биография

### История
Когда Ксавин отправляется на Землю, чтобы найти Каролину Дин, она показывает Каролине, что у ее родителей был еще один большой секрет. Дины были сосланы с их планеты Маджесдан за преступную деятельность. Они отправились на Землю, где встретились с отцом Ксавина, принцем Де'заном из Скруллов, который собирался править планетой. Дины остановили разрушение, но дали Скруллу местоположение другой, более ценной планеты: Маджесдан. Чтобы доказать, что они не лгут, они выдали замуж дочь их принца Дезеана. Дины верили, что Ксавин умрет в новой войне Скруллов/Маджесданцев. Он приехал на Землю, чтобы жениться на ней, и, надеясь, остановить пятнадцатилетнюю войну между их расами. Ксавин встретил Каролину вскоре после того, как ее романтические достижения были отвергнуты Нико Минору [1]. Ксавин, пытаясь убедить Каролину стать его невестой, сражался и преследовал ее. Каролина показала, что ее не привлекают мужчины и она не хочет жить во лжи, но Ксавин изменил свою форму на форму человеческой женщины и убедила её покинуть Землю с новой женской версией Ксавина.
Во время свадебной церемонии между двумя расами разгорается драка, и Ксавин и Каролина едва убегают, пока Маджесдайн не будет уничтожен. Они возвращаются на Землю, где помогают спасти Молли Хейз от Нового Прайда. Ксавин олицетворяет Нико и берет пулю для нее, отвлекая Джеффри Уайлдера достаточно долго, чтобы Нико развязал Молли и убежал. Ксавин переживает нападение, изменяя форму ее органов в сторону.

### Секретное вторжение
Когда Runaways возвращаются из поездки в прошлое, Ксавин узнает, что она находится в самой горячей фазе вторжения Скруллов. Вместо того, чтобы драться, она выбивает своих товарищей по команде и пытается мирно урегулировать войну, полагая, что Скруллы являются «религиозными экстремистами». Ее попытки мира потерпели неудачу, и она сообщила, что Runaways предназначены для исполнения. Она призывает Нико взять остальную команду и спрятаться, и в последней попытке остановить вторжение, она убегает искать Халкинга, бывшего Короля Скруллов и врага религиозной экстремистской Королевы Скруллов, Веранке. Она обнаруживает, что Халклинг был ранен, и был направлен на убийство самой Веранке. Посредством Хайдлинга она также объявляется предателем.

### Как Беглец
Несколько недель спустя, Ксавин более приспособлен, воздерживаясь от оскорбительного Виктора и становясь ближе к Молли (единственный товарищ по команде, кроме Каролины, всегда ссылающийся на Хавина как на женщину). Тем не менее, Хавин все еще более или менее является изгоем других членов. Как и другие беглецы, Хавин сирота (она рассказала группе, когда она впервые показала, что его родители мертвы из-за войны с инопланетянами). Она также называет себя беглецом, когда она показывает свою личность Джеффри Уайлдеру. Ксавин присоединяется к группе, но ей нелегко приспособиться к ее новому окружению и уживаться со своими новыми товарищами по команде, особенно с Виктором, которого она часто оскорбляет снисходительными высказываниями о роботах. Хотя она агрессивна и упряма, Хавин мотивирована защищать свой новый дом своей любовью к Каролине. Хавин обычно возвращается к мужской форме Скруллов, когда в битве настаивает на том, что она добавляет к более устрашающей персоне, несмотря на то, что Каролина думает, что она сексистка, но все же проводит некоторое время в мужской человеческой форме. Однако во время поездки в 1907 году было обнаружено, что, когда она теряет контроль или находится под эмоциональным давлением, женской формой был тот, к которому она возвращалась, что сделало Каролину очень счастливой.

### Отправление
В своем последнем появлении Ксавин рассматривается как Каролина, охотно соглашаясь принять все наказания, которые должна была иметь Каролина.
В рассказчике Беглецов «Dead Wrong», группа выживших Маджесданцев прибывают, чтобы арестовать Каролину. После того, как они неоднократно атакуют Беглецов, Ксавин понимает, что инопланетяне не остановятся, пока не получат Каролину. Каролина, по-видимому, покидает группу с Маджесданцами, но «Беглецы» позже шокированы, чтобы найти настоящую Каролину. Ксавин перешел в форму Каролины и занял ее место, чтобы принять все наказания за войну своих видов. Целуя Каролину, Ксавин шепчет ей в любви и уходит из группы. Судьба его неизвестна.

## Силы и способности
Ксавин, будучи Скруллом, обладает природной способностью Скрулла к изменению формы. Ксавин была супер-Скруллом на тренировках, то есть она могла проявить силы Фантастической Четверки: способность Мистера Фантастика растягивать и искажать свое тело в любой форме, которую можно вообразить, сила Невидимой Женщины, чтобы сделать себя невидимой и способность создавать поля силы, Управление огнем Человека-факела и его полет и сверхчеловеческая сила и стойкая порода скальных образов. Супер-Скрулл К'лрт - один из кумиров Ксавина. Как заявляет Ксавин, она по-прежнему является Супер Скруллом на тренировках, поэтому она может использовать только свои способности Фантастической четверки по одному за раз; В один момент, когда Ксавин подвергся облучению высокочастотными звуками, она потеряла контроль над своими силами и сожгла Обсерваторию Гриффита. Наконец, в vol. 3, № 2, она использовала все свои силы сразу в гневе.

### Личность
Ксавин известна своим воинственным, опрометчивым отношением, что раздражает других Беглецов, особенно Виктора, к которому у нее была сильная враждебность по отношению к тому, что она была андроидом, и Виктор был бы в состоянии готовить и чистить Ее планете. Хотя Ксавин часто демонстрирует сильное поведение генерала, есть периоды, когда она случайно показывает, что у нее едва больше опыта, чем у других беглецов; например; Она как-то растянулась из одного здания в другое, чтобы попасть на другую сторону вместо того, чтобы просто создать мост силового поля, только осознав альтернативу, после того как она была указана ей Молли.

## Прием
В 2008 году Ксавин был назван четвертым (из десяти) лучшим персонажем Скруллов.

## Гендерная идентичность
Из-за того, что Ксавин часто менял свои три основные формы (человеческая женщина, человеческий мужчина и истинная форма Скруллов), оба персонажа из серии и поклонники подвергли сомнению природу ее пола. Как Скрулл, раса оборотней, Ксавин заявил: «Для нас, просто изменение нашего пола ничем не отличается от изменения цвета волос», подразумевая, что у Скруллов есть подвижные гендерные идентичности. Когда Молли спросила о том, почему она не остается в женской форме все время, Ксавин ответил, что это просто ее природа, чтобы сделать это и не видит в этом проблемы, хотя это заставляет Ксавина начинать расспрашивать ее Собственной природы. Хотя Каролина действительно любит Ксавина, даже несмотря на то, что она отрицает Ксавина, замаскированного под Нико, она становится подавленной, когда Нико задает истинный пол Ксавина. В Civil War: Young Avengers/Runaways, Ксавин в основном мужчина, но женщина кратко. В vol. 3, # 1, Ксавин - только мужчина, но в vol. 3 # 2, Ксавин - только женщина. Каролина исходит из того, что Ксавин - женщина, и что Ксавин не притворяется женщиной, просто учась быть человеком. Во время спора с Каролиной Ксавин теряет контроль и превращает форму в свою женскую форму, а Каролина понимает, что истинная форма Ксавина - это женщина. Однако в своем блоге художник Умберто Рамос отмечает, что ему было поручено нарисовать Ксавина, занимающего разные полы в зависимости от ситуации.

## Отношения с другими Беглецами
Из-за ее военного, но все же опрометчивого отношения, Ксавин часто раздражает других Беглецов. Она часто полагала, что Виктор должен был знать все, будучи киборгом. В своем первом появлении она назвала Виктора «игрушкой». Ксавин встретил Каролину после того, как Каролина потерпела отторжение от Нико, ее сокрушительное действие длилось много месяцев. Когда Ксавин не выразила никакого беспокойства по поводу изменения внешности от мужчины к женщине, чтобы угодить ей, Каролина начала отношения. Ксавин однажды принял форму Нико, чтобы угодить Каролине, но Каролина отвергла ее как Нико и успокоила Ксавина, что она любит ее такой, какой она есть. Позднее, во время спора, Хавин подсознательно вернулась к женской человеческой форме, которая удивила и обрадовала Каролину, которая ранее высказала некоторые сомнения в отношении истинного пола Ксавин.
Кроме Виктора, Ксавин сильно бесит Нико и часто задает вопросы руководству Нико.